# Hedyotis aimiriikensis
Hedyotis aimiriikensis är en måreväxtart som beskrevs av Ryozo Kanehira. Hedyotis aimiriikensis ingår i släktet Hedyotis och familjen måreväxter. Inga underarter finns listade i Catalogue of Life.